# Let 11 American Airlines
Let 11 American Airlines je bil redni komercialni let potniškega letala Boeing 757-223 družbe American Airlines, ki se je 11. septembra 2001 zaletel v severni stolp WTC - ja v New Yorku. Pri tem je na letalu umrlo vseh 92 ljudi vključno z petimi terroristi Al Kaide, ki so ugrabili letalo.  
Letalo je vzletelo iz mednarodnega letališča Boston's Logan in je bilo namenjeno v Los Angeles. 15 minut po vzletu so ugrabitelji poškodovali tri potnike, enega pa so ubili. Nato so vdrli v kabino, ubili pilota in kopilota ter ugrabili letalo. Eden od ugrabiteljev Mohamed Atta je prevzel nadzor nad letalom. Po ugrabitvi so potniki začeli telefonirati z prijatelji in družino ter posredovali informacije o ugrabitvi.  
Ob 8:46:40 se je letalo zaletelo v severni stolp WTC - ja, z hitrostjo 748 km na uro. Nešteto ljudi je na ulicah New Yorka City pričalo o trku, vendar je nekaj kamer ujelo trenutek, ko se je letalo zaletelo v stolp. Veliko jih je sprva mislilo, da je šlo za nesrečo. Ker je bilo letalo ob trku skoraj v celoti ravno, so trup in krila uničila vsa dvigala in stopnišča, zato se iz nadstropij nad trkom ni dalo pobegniti. Severni stolp se je zrušil ob 10:28. Med pospravljanjem ruševin so delavci našli veliko ostankov od leta 11, vendar niso našli trupla od ljudi, ki so bili na letalu.  

## Ugrabitelji
Med ugrabitelji na letu 11 je bil pilot Mohammed Atta. Njegova naloga je bila pilotirati letalo do tarče in vanjo trčiti. Na krovu so bili tudi štirje mišični ugrabitelji. Njihova naloga je bila vdreti v kabino ter obvladovati posadko in potnike. To so bili: Abdulaziz al - Omari, Wail al - Shehri, Waleed al - Shehri in Satam al - Suqami.

## Posadka
Na tem letu je ta dan svojo nalogo opravljalo letalo Boeing 767 - 223ER. Na krovu je bilo 81 potnikov in 11 članov posadke. Kapitan letala je bil John Ogonowski, prvi častnik Thomas McGuinness in stevardesi Barbara Arestegui, Jeffrey Collman, Sara Low, Karen Martin, Kathleen Nicosia, Betty Ong, Jean Roger, Dianne Snyder in Amy Sweeney.

## Let
American 11 je iz letališča Boston Logar vzletel ob 7:59. Po vzletu se je letalo poravnalo z destinacijo ter nadeljevalo let na zahod proti Los Angelesu. Ugrabitelji so z akcijo pričeli ob 8:14, medtem, ko je United 175 vzletel iz letališča. Ugrabitelji so zabodli oba pilota ter ju vrgli iz kabine, potnike pa so napodili na konec letala. Med umiranjem je kapitan John stisnil gumb glasa, da so lahko nadzorniki slišali glas ugrabitve. Enega potnika, Daniela Lewina, so zabodli do smrti, ko je skušal ustaviti ugrabitev. Ko so nadzorniki ob 8:14:30 poslali sporočilo letu 11, niso prejeli odgovora in so sumili, da je American 11 ugrabljen. Ob 8:16 je Mohammed Atta letalo spustil na nadmorsko višino 12.400 m in začel obračati proti tarči. Nadzorniki so skozi pošiljali sporočila letu 11, vendar je bilo vsega zamanj. Ob 8:21 je bil kontrolni radio na letu 11 izklopljen.                                                                          
Ob 8:24 se je Atta hotel potnikom oglasiti na mikrofon, a je po nesreči pritisnil napačen gumb in je njegov govor poslal nadzornikom letališča Boston Logar v katerem se je slišalo: " Imamo nekaj letal. Bodite tiho pa boste v redu, vrnili se bomo na letališče". Ko je eden od nadzornikov to slišal, je vedel, da je American 11 ugrabljen. Ob 08:32 je poveljniški center Zvezne uprave za letalstvo (FAA) v Herndonu v Virginiji obvestil sedež FAA. Ob 8:33 je Atta potnikom po mikrofonu povedal naslednje: "Nihče naj se ne premakne iz sedežev prosim, vračamo se na letališče. Ne delajte neumnih potez". Medtem so potniki telefonirali s svojci na tleh in jim povedali, da so na ugrabljenem letalu. 
Ob 8:37 so bljižni let, United 175 nadzorniki vprašali če vidi American 11. Povedali so, da leti na jug in da so slišali, da je nekdo ukazal, da morajo ostati vsi na sedežih. Nadzorniki so povedali naj se izogiba temu letalu, ker ne vejo kaj počne. Zadnji odziv iz leta 175 je bil ob 8:41, saj so tudi to letalo kmalu ugrabili. NEADS je na lovljenje ugrabljenega letala poklical dva lovca F-15 v letalski bazi Otis Air National Guard v Mashpeeju v Massachusettsu. 
Ob 8:44 se je American 11 začel spuščati nad New Yorkom. Nadzorniki v nadzornem stolpu v Newarku so ga opazili in ga opazovali kam leti. American 11 se je malo nagibal, bi je skoraj poravnan ter ob 8:46 trčil v severni stolp WTC - ja (stolp 1), s hitrostjo 750 km/h. Nekaj kamer je uspelo posneti trk, večina očividcev pa je mislila, da gre za nesrečo.

## Zrušitev stolpa
American 11 je stolp zadel med 93. in 99 nadstropjem. Pri tem je bil skoraj v celoti poravnan, zato so trup in krila uničila vsa dvigala in stopnišča, zato iz nadstropij nad trkom ni mogel nihče pobegniti. 
Severni stolp se je zrušil ob 10:28 potem, ko je gorel 1 uro in 42 minut. 